# Kriegsgräberstätte Haus Spital

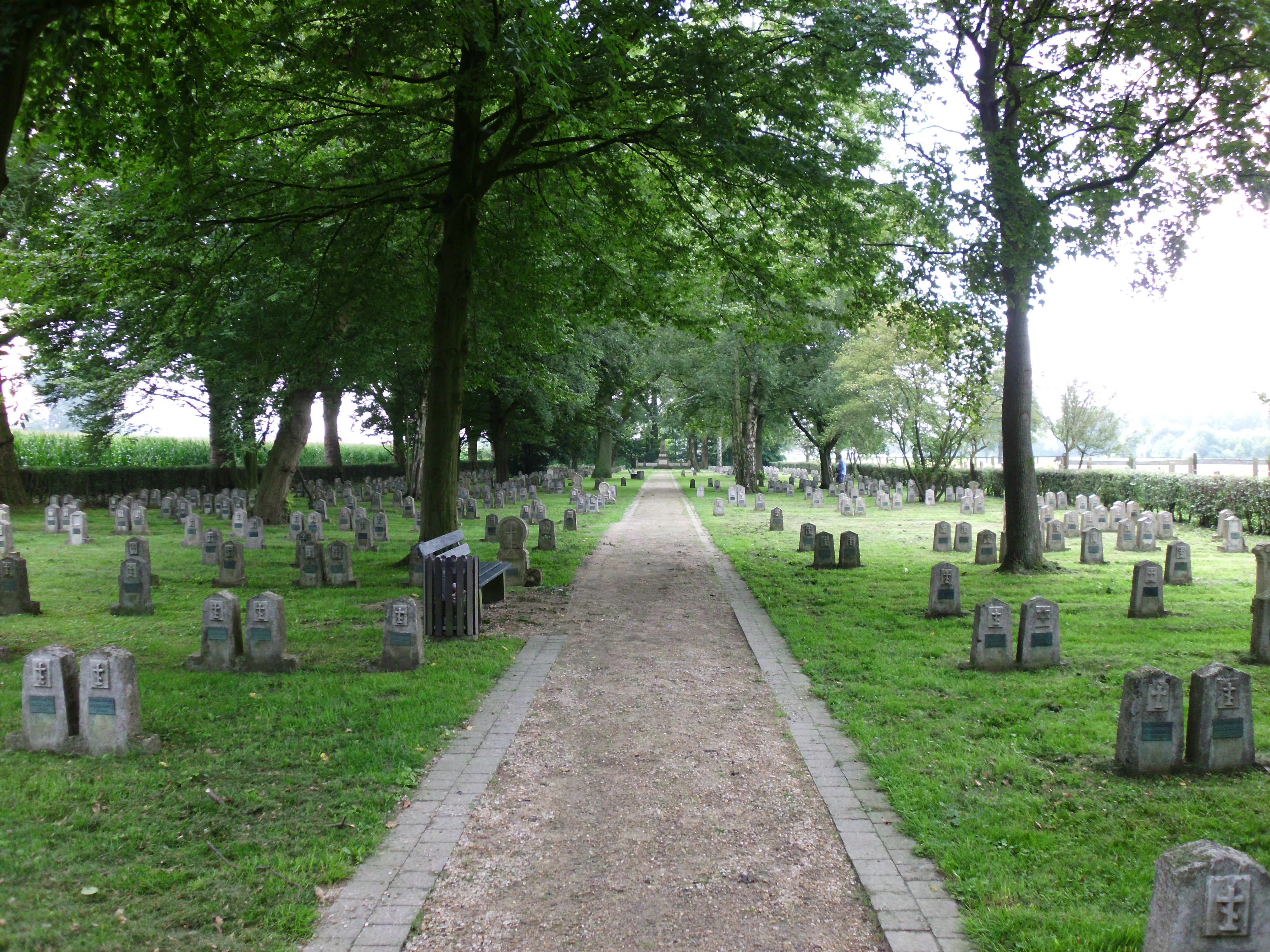
Ehrenfriedhof Haus Spital

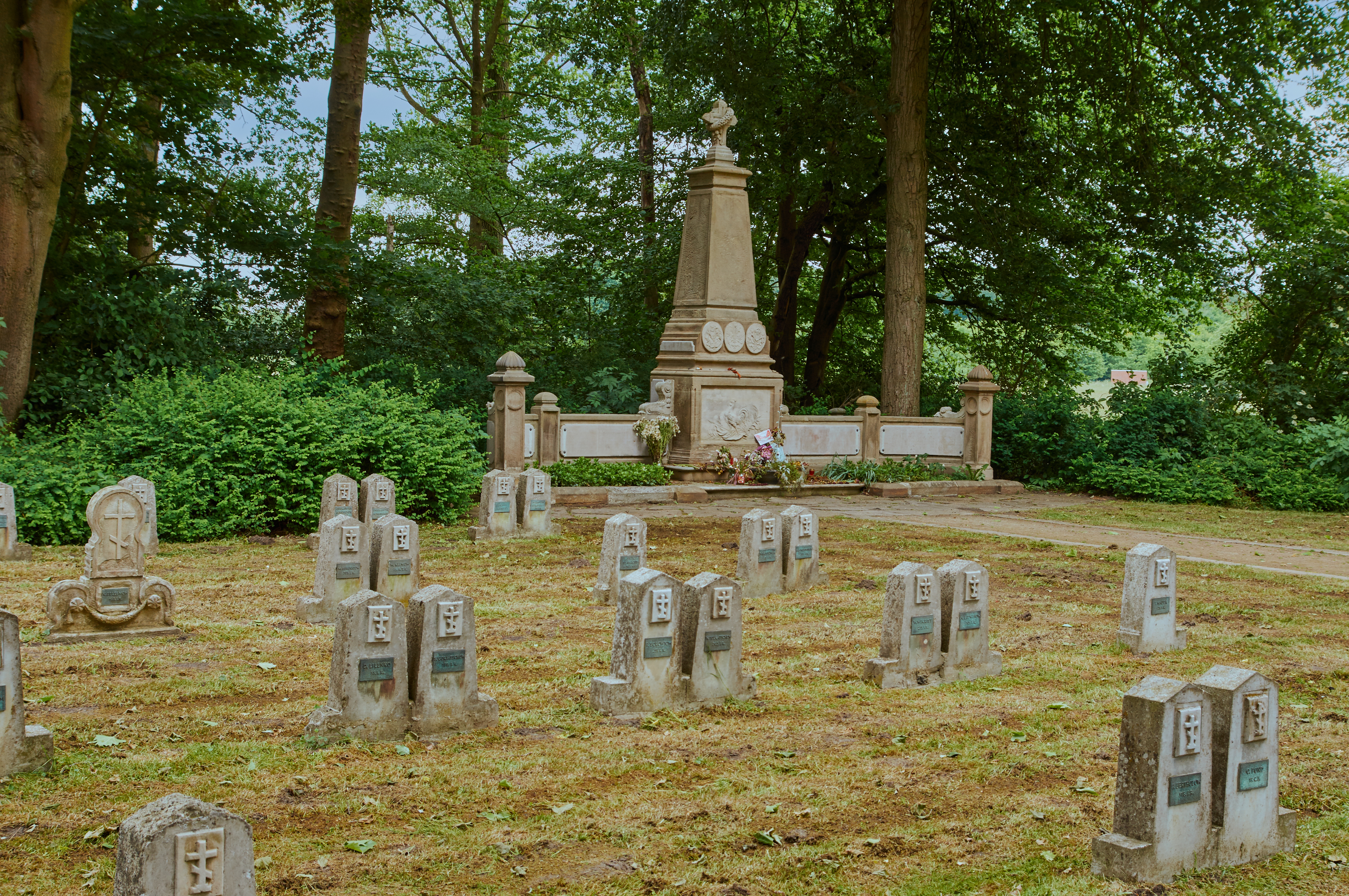
Ehrenmal der Ruhestätte

Die Kriegsgräberstätte Haus Spital ist ein Ehrenfriedhof in Nienberge, unweit des Rüschhauses, auf dem 816 Kriegstote des Ersten und Zweiten Weltkrieges ruhen. Da diese vornehmlich russischer Nationalität sind, wird der Friedhof im Volksmund auch Russenfriedhof genannt. Es ruhen aber auch Polen, Ukrainer, Wolgadeutsche sowie ein Inder dort.

## Geschichte
Den Ehrenfriedhof in der Bauerschaft Schonebeck legten 1914 internierte französische Kriegsgefangene für ihre verstorbenen Kameraden des Kriegsgefangenenlagers Haus Spital, das in den Baracken des gleichnamigen Truppenübungsplatzes errichtet wurde, an. Im Laufe des Krieges kamen belgische, englische, italienische, russische und serbische Kriegsgefangene und deren Tote hierzu. Das Kriegsgefangenenlager Haus Spital wurde mit bis zu 50.000 Gefangenen zum größten seiner Art in Nordwestdeutschland. 1918 besuchte Eugenio Pacelli, der spätere Papst Pius XII., das Lager. Der inhaftierte französische Architekt A. Duthoi gestaltete die Friedhofsanlage; das Eingangstor und das Ehrenmal schuf 1916 der französische Bildhauer Broucke. Das Ehrenmal wird durch einen Steinsockel gebildet, über dem sich ein Obelisk erhebt, auf dem das englische Königswappen, das Wappen des russischen Zarenreiches und das belgische Königswappen vom gallischen Hahn geeint werden.
Zwischen 1914 und 1918 wurden hier Russen, Franzosen und Belgier, vereinzelt Engländer und Italiener beigesetzt. Mit Ausnahme der Russen wurden alle Toten in ihre Heimat oder an einen zentralen Friedhof überführt. Im Zweiten Weltkrieg wurden auf Haus Spital elf westalliierte Flieger, 23 Franzosen, 53 Italiener und ca. 200 Kriegstote aus der Sowjetunion beigesetzt. Auch hier war nach Kriegsende die gleiche Praxis vorherrschend.
Im August 2015 brachen bislang unbekannte Täter fast 500 Bronze-Tafeln, die mit Namen und Lebensdaten der hier Beigesetzten versehen waren, aus den Grabsteinen heraus, vermutlich um sie als Altmetall zu Geld zu machen. Der materielle Schaden wird mit rund 45.000 Euro beziffert. Die in den 1950er Jahren gegossenen, rund 500 Gramm schweren Schilder waren Unikate, für deren Guss jeweils eine eigene Form angefertigt worden war.